# Ati Dijckmeester
Ati Dijckmeester (Amsterdam, 5 juli 1946) is een Nederlandse voormalige radio- en televisiepresentator, die ook werkzaam was als regisseur.

## Biografie
Dijckmeester groeide op in de buurt van het Amsterdamse Oosterpark als Ati van der Lingen. Haar moeder werkte als verkoopster in een delicatessenwinkel en haar vader was werkzaam bij De Gruyter. Na haar schooltijd tekende en las ze het liefst. In haar jeugd luisterde ze al vaak op de radio naar muziek en hoorspelen. Pas vanaf haar 16e ging ze regelmatig televisie kijken; daarvoor deed ze dat slechts af en toe bij haar familie. Ze was goed in talen, maar het lyceum bleek in het tweede jaar toch te zwaar. Ze stapte over naar de mulo en behaalde daar haar eindexamen. Ze rondde haar middelbareschooltijd af op de mms en ging toen Spaans studeren. Ze voltooide haar studie echter niet, doordat ze in de theaterwereld terechtkwam. Ze werd toegelaten op de Kleinkunstacademie en behaalde haar examen in 1966.

## Loopbaan
Dijckmeester werd in de jaren 60 ontdekt door Ralph Inbar. Haar eerste televisieprogramma, in 1966, was 'Fanclub', een maandelijks jongerenmagazine van de VARA op de vrijdagavond. In 1967 werd haar rol overgenomen door Sonja Barend.
Na enkele jaren voornamelijk als radiopresentator gewerkt te hebben werkte ze vanaf 1972 mee aan diverse programma's van de NCRV. Vanaf 1975 werkte Dijckmeester weer voor de VARA, waar ze vooral bekendheid verwierf met het satirische consumentenprogramma Hoe bestaat het, min of meer een voorloper van Ook dat nog!. Ook presenteerde ze actualiteitenrubrieken en, midden jaren 80, Kinderen voor Kinderen (met Edwin Rutten). Later maakte Dijckmeester ook documentaires, onder andere voor de RVU. Daarna werkte ze als dagvoorzitter en voice-over. Ook is zij beschikbaar voor brainstormsessies en lezingen.

## Personalia
Dijckmeester is gescheiden en bleef na het einde van haar huwelijk de naam van haar man voeren. Ze is partner van televisieregisseur Ted Dellen.
Willem Nijholt (1980, 1981) · Leoni Jansen (1982) · Willem Ruis (1983, 1984) · Edwin Rutten (1985, 1986) · Ati Dijckmeester (1985, 1986) · Ron Brandsteder (1987) · Simone Kleinsma (1987) · Sonja Barend (1988) · Herman van Veen (1990) · Youp van 't Hek (1991) · Sylvia Millecam (1992) · Erik van Muiswinkel (1992) · Henk Westbroek (1992) · Coen Flink (1993) · Frank Groothof (1994) · Willem Ekkel (1994) · Peter Tuinman (1994) · Harry van Rijthoven (1994) · Carola Hamer (1994) · Paul de Leeuw (1995, 1996) · Menno Bentveld (1997) · Joep Onderdelinden (1998, 2020) · Marcel Faber (1998) · Aldith Hunkar (1999) · Marscha de Haan (2000) · Neel Brands (2000) · Maud Hawinkels (2001) · Klaas van der Eerden (2002, 2003, 2004) · Claudia de Breij (2004, 2005, 2009, 2012) · Jochem Myjer (2006) · Isolde Hallensleben (2007) · Jack van Gelder (2008) · Ali B (2008) · Frank Evenblij (2009) · Sara Kroos (2011) · Lex Uiting (2013, 2014, 2015, 2016, 2017) · Dolores Leeuwin (2013) · Dieuwertje Blok (2014) · Milouska Meulens (2015) · Anne Appelo (2018, 2019, 2020) · Pepijn Gunneweg (2018, 2019) · Plien van Bennekom (2020) · Kiefer Zwart (2020) · Ridder van Kooten (2020, 2021) · Esmée van Kampen (2021) · André Dongelmans (2021) · Jurre Geluk (2023)